# امانوئل ایمرو
امانوئل ایمرو (انگلیسی: Emmanuel Imorou؛ زادهٔ ۱۶ سپتامبر ۱۹۸۸) بازیکن فوتبال اهل فرانسه است.
از باشگاه‌هایی که در آن بازی کرده‌است می‌توان به باشگاه فوتبال کلرمون فوت، باشگاه فوتبال کان، باشگاه فوتبال سرکل بروژ، و باشگاه ورزشی براگا اشاره کرد.
وی همچنین در تیم ملی فوتبال بنین بازی کرده‌است.